# بني فدين (سيدي يحيى بني زروال)
بني فدين هي إحدى مشيخات المملكة المغربية، تتبع جغرافيا لإقليم تاونات وإداريًا لسيدي يحيى بني زروال. يقدر عدد سكانها بـ 2397 نسمة حسب الإحصاء الرسمي للسكان والسكنى لسنة 2004.